# فایربریک (کالیفرنیا)
فایربریک (به انگلیسی: Firebrick) یک منطقهٔ مسکونی در ایالات متحده آمریکا است که در شهرستان آمادور، کالیفرنیا واقع شده‌است. فایربریک ۱۱۵ متر بالاتر از سطح دریا واقع شده‌است.